# 富奇 (喬治亞州)
富奇（英語：Fouche）是位於美國喬治亞州弗洛伊德縣的一個非建制地區。該地的面積和人口皆未知。

## 地理
富奇的座標為34°21′44″N 85°18′43″W / 34.36222°N 85.31194°W，而該地的平均海拔高度為211米（即692英尺）。